# Tombense Futebol Clube
Il Tombense Futebol Clube, meglio noto come Tombense, è una società calcistica brasiliana con sede nella città di Tombos nello stato del Minas Gerais

## Storia
Il club è stato fondato il 7 settembre 1914. Ha vinto il Campeonato Mineiro Segunda Divisão nel 2002 e nel 2006.
Nel 2014, il club è stato promosso per la prima volta nel Campeonato Brasileiro Série C dopo aver vinto il Campeonato Brasileiro Série D. Questo è stato il primo titolo nazionale del club.

## Palmarès

### Competizioni nazionali
- Campeonato Brasileiro Série D: 1

2014

### Competizioni statali
- Recopa Mineira: 2

2020, 2021
- Campeonato Mineiro Segunda Divisão: 2

2002, 2006
- Troféu Inconfidência: 1

2023

### Altri piazzamenti
- Campeonato Brasileiro Série C:

Secondo posto: 2021
- Troféu Inconfidência:

Finalista: 2022